# Yulia Biryukova
Elle ne doit pas être confondue avec la cycliste ukrainienne Julia Biryukova.
Ioulia Sergueïevna Birioukova (en russe : Юлия Сергеевна Бирюкова), née le 17 mars 1985 à Kourtchatov (RSS kazakhe), est une escrimeuse russe. Multiple médaillée par équipes et en individuel aux championnats d'Europe et du monde, elle est depuis 2009 régulièrement classée parmi le top 16 mondial.

## Carrière
Biryukova début l'escrime à l'âge de six ans. Elle gagne une médaille d'argent par équipes aux championnats du monde juniors 2003 à Trapani, puis l'année suivante la médaille d'or par équipes et de bronze en individuel à Plovdiv. Elle s'illustre également aux universiades d'été, prenant la médaille d'or en 2007. Elle y collectera deux médailles d'argent par équipes et une de bronze en individuel, en 2011 et 2013.
Dans la catégorie séniors, Biryukova se révèle au cours de la coupe du monde 2008-2009, obtenant une médaille d'argent à Gdańsk et de bronze à La Havane. Sélectionnée en équipe nationale pour les championnats d'Europe 2009 à Plovdiv, elle y glane une médaille d'argent par équipes, dominée en finale par l'équipe d'Italie. En individuel elle est battue par Aida Shanaeva, qui remporte la compétition, en quarts de finale. Aux championnats du monde 2009 à Antalya, la Russie s'incline de nouveau en finale contre les Italiennes. 
La Russie perd, entre 2010 et 2013, sa place sur les podiums des championnats internationaux. Aux championnats du monde 2013 à Budapest, elle obtient une médaille de bronze par équipes. Biryukova s'illustre enfin en individuel, remportant sa première grande médaille aux championnats d'Europe 2014. Ces mêmes championnats voient de nouveau la Russie s'incliner en finale contre l'Italie. Le sort de l'équipe russe est le même aux championnats du monde 2014, disputés à domicile, à Kazan. Les russes perdent de nouveau en finale contre leurs grandes rivales italiennes. 

## Palmarès
- Championnats du monde d'escrime
  -  Médaille d'argent par équipes aux championnats du monde d'escrime 2014 à Kazan.
  -  Médaille d'argent par équipes aux championnats du monde d'escrime 2009 à Antalya.
  -  Médaille de bronze par équipes  aux championnats du monde d'escrime 2013 à Budapest.

- Championnats d'Europe d'escrime
  -  Médaille d'argent par équipes aux championnats d'Europe d'escrime 2014 à Strasbourg.
  -  Médaille d'argent par équipes aux championnats d'Europe d'escrime 2009 à Plovdiv.
  -  Médaille de bronze aux championnats d'Europe d'escrime 2014 à Strasbourg.